# Округ Квитман (Мисисипи)
Округ Квитман (енгл. Quitman County) је округ у америчкој савезној држави Мисисипи.

## Демографија
По попису из 2010. године број становника је 8.223, што је 1.894 (-18,7%) становника мање него 2000. године.
| Група             | 2000.         | 2010.         |
| Белци             | 3.065 (30,3%) | 2.369 (28,8%) |
| Афроамериканци    | 6.942 (68,6%) | 5.724 (69,6%) |
| Азијати           | 17 (0,2%)     | 11 (0,1%)     |
| Хиспаноамериканци | 55 (0,5%)     | 55 (0,7%)     |
| Укупно            | 10.117        | 8.223         |